# Heiligenkreuz im Lafnitztal
Heiligenkreuz im Lafnitztal (Húngaro: Rábakeresztúr) es una ciudad localizada en el Distrito de Jennersdorf, estado de Burgenland, Austria.
- Datos: Q662219
- Multimedia: Heiligenkreuz im Lafnitztal / Q662219

1. ↑  Worldpostalcodes.org, código postal n.º 7561.